# Cafe Fogg
Cafe Fogg – album muzyczny będący hołdem polskich artystów dla twórczości Mieczysława Fogga. Pomysłodawcą jest jego prawnuk Michał Fogg.
Album uzyskał status złotej płyty.

## Lista utworów
1. Bluzeczka zamszowa (Michał Rudaś)
2. Już nigdy (Gonzales Kolektiv feat. Mika Urbaniak)
3. Bo to się zwykle tak zaczyna (The Bumelants)
4. To ostatnia niedziela (Maria Sadowska)
5. Jesienne róże (Janusz Szrom)
6. W małym kinie (Aleksandra Nieśpielak)
7. Fredzio (Sławomir Uniatowski)
8. Un Peu Demonde (Pinnawela)
9. Tango Milonga (The Bumelants)
10. A ja sobie gram na gramofonie (DJ Twister)
11. Kiedy będziesz zakochany (Novika)
12. Pikkunina (Muzykoterapia)
13. Jesienne róże (Smokee feat. Olga Szomańska-Radwan)
14. Oczy czarne RMX (Seb Skalski & Masta P.)

## Sprzedaż
| Oficjalna Lista Sprzedaży OLiS |    |    |    |    |    |    |    |    |    |    |    |    |    |    |    |    |    |    |    |    |
| Tydzień                        | 01 | 02 | 03 | 04 | 05 | 06 | 07 | 08 | 09 | 10 | 11 | 12 | 13 | 14 | 15 | 16 | 17 | 18 | 19 | 20 |
| Pozycja                        | 41 | 3  | 4  | 6  | 14 | 18 | 16 | 18 | 20 | 28 | 50 | 48 | –  | –  | –  | –  | –  | –  | –  | –  |